# Sauvagnat-Sainte-Marthe

Sauvagnat-Sainte-Marthe este o comună în departamentul Puy-de-Dôme, Franța. În 1 ianuarie 2022 avea o populație de 465 de locuitori.